# Degithina melanopus
Degithina melanopus är en stekelart som först beskrevs av Cameron 1901.  Degithina melanopus ingår i släktet Degithina och familjen brokparasitsteklar. Inga underarter finns listade i Catalogue of Life.